# El profesor hippie
El profesor hippie es una película argentina filmada en el año 1969 de estilo comedia musical, dirigida por Fernando Ayala y escrita por Abel Santa Cruz que Ayala produjo con Héctor Olivera. La película fue protagonizada por Luis Sandrini, Roberto Escalada. La película se estrenó el 31 de julio de 1969 en Buenos Aires.
Aparecen los siguientes grupos musicales:
La Joven Guardia, que interpreta El extraño del pelo largo, Los Náufragos. interpretan "Otra vez en la vía", y El grupo de Gaston, que toca "Besos en el sol".

## Sinopsis
Horacio «Tito» Montesano (Luis Sandrini), es un profesor de Secundario que, debido a sus actitudes librepensadoras y preocupaciones por cuestiones morales sobre asuntos de negocios, tiene más en común con sus alumnos que sus colegas.

## Elenco
- Luis Sandrini .............. profesor Horacio Tito Montesano
- Roberto Escalada........profesor D'Alesandro
- Soledad Silveira......... Nélida Echeverría
- Homero Cárpena........profesor Salvatierra
- Pablo Alarcón .............Demateis
- Marcia Bell
- Elizabeth Makar
- Zelmar Gueñol............inspector
- Carlos López Monet
- Eduardo Muñoz..........médico
- Oscar Orlegui............Jorge Menendez
- Alita Román...............Ofelia
- Perla Santalla............madrastra
- Flora Steinberg.........profesora Saccomano
- Nya Quesada...........madre de Mingo Catarinetti
- Emilio Vidal...............padre de Mingo Catarinetti
- Luis Corradi..............integrante junta de disciplina
- Aldo Bigatti................profesor de música
- Lalo Malcolm..............comisario
- David Tonelli
- Kado Kostzer
- Isidro Fernán Valdez
- Angel Vidal
- María Armand
- Angel Vigo
- Carmen Caballero
- Enrique Alippi
- Marta Roldán
- Nestor Rivera
- Nestor Allende
- Gustavo Bossi
- Mirtha Moreno
- Diana Arias
- Marcelo Bianchi
- Manuel Rolon
- Jorge Bustamante
- Luis Brun
- Renata Gallardo